# Dick van Bekkum
Dirk Willem (Dick) van Bekkum (Batavia, 30 juli 1925 – Rotterdam, 17 juli 2015) was een Nederlands medicus-radiobioloog en bekend geworden door zijn pionierswerk rondom beenmergtransplantatie.  

## Wetenschappelijk onderzoek
Prof. dr. Van Bekkum studeerde geneeskunde in Leiden. Na zijn promotie in 1952 bij professor Andries Querido ging Van Bekkum werken bij het Medisch biologisch laboratorium der Rijksverdedigingsorganisatie TNO onder leiding van J.A. Cohen. In 1954 verhuisde dit instituut van Leiden naar Rijswijk. Van Bekkum werd medeoprichter van het Radiobiologisch Instituut TNO in 1956 te Rijswijk. Dit instituut zetelde eerst nog in de kelder van het gebouw van zijn baas, die ook directeur was. In 1960 kreeg het instituut zijn eigen gebouw en werd Van Bekkum aangesteld als directeur.

### Beenmergtransplantatie
Het Radiobiologisch Instituut verwierf faam met het onderzoek naar straling op beenmerg, en naar toepassingen daarvan bij leukemie en andere bloedziekten. Van Bekkum deed er ook samen met collega's als de latere professoren Jon J. van Rood en Jaak M.J.J. Vossen onderzoek naar beenmergtransplantaties. In december 1968 verrichtten ze de eerste succesvolle beenmergtransplantatie in Europa. Uniek aan hun methode was het gebruik van beenmerg waaruit de witte bloedlichaampjes gezuiverd waren. Door het beenmerg te zuiveren voorkwam men dat de witte bloedlichaampjes de organen van de ontvanger gingen aanvallen, zoals Van Bekkum door eerder onderzoek had aangetoond. Hij bleef directeur van dit instituut tot 1990.
In 1966 werd Van Bekkum door zijn promotor Querido aangetrokken als hoogleraar in de radiobiologie voor de nieuw opgerichte medische faculteit van de Erasmus Universiteit Rotterdam. In 1967 werd Van Bekkum in Leiden benoemd als hoogleraar in de experimentele transplantatiebiologie.

### Samenwerking
In 1959 was Van Bekkum mede-oprichter van de Stichting Federatie van Medisch Wetenschappelijke Verenigingen (Federa, sinds 2021 Coreon). 
Hij is één van de oprichters van de European Organization for Research on Treatment of Cancer (EORTC) in 1962 - toen nog onder de naam Groupe Européen de Chimiothérapie Anticancéreuse (GECA) - die hij van 1969-1976 als president leidde.
In 1963 was Van Bekkum mede-oprichter en eerste voorzitter van de Vereniging van Medisch Wetenschappelijke Onderzoekers (VMWO). Samen met Van Loghem, Van Rood, Keuning en Hijmans richtte hij in 1964 de Nederlandse Vereniging voor Immunologie op. 
Van Bekkum richtte in 1969 samen met prins Claus de Stichting Biowetenschappen en Maatschappij op. Hij was voorzitter van deze stichting van 1988 tot 1990. Bovendien was hij redacteur en mede-auteur van een groot aantal cahiers die de stichting publiceerde over ontwikkelingen in de medische wetenschap en met name de ethische en maatschappelijke kanten daarvan.
Dick van Bekkum was betrokken bij de oprichting van de International Society of Experimental Hematology (ISEH) in 1970, die sinds ±2000 ieder jaar de The Dirk van Bekkum Award ging uitrijken. 
Dick van Bekkum was ook betrokken bij de oprichting European Bone Marrow Transplantation Group (EBMT) in 1974.

### Kankercentra
In 1971 werd in de VS door Nixon de National Cancer Act ondertekend en werden er overal in de VS meerdere Comprehensive Cancer Centers opgericht. In 1975 kreeg Van Bekkum een Fogarty studiebeurs en kreeg in 1976 de kans om naar het National Institutes of Health in Bethesda te gaan om deze instituten met eigen ogen te zien. Door deze ervaring richtte hij in 1977 het eerste 'Integrale Kankercentrum' (IKR) in Rotterdam op dat hij gedurende 20 jaar zou leiden. Het IKR reikte iedere twee jaar de Dick van Bekkumprijs uit voor initiatieven die bijdragen aan de verbetering van de zorg voor kankerpatiënten. Het IKR ging samen met zes andere kankercentra in 2010 op in het Integraal Kankercentrum Nederland (IKNL).

### Ondernemend wetenschapper
Hij was met Dinko Valerio, een van zijn vroegere studenten, en hematoloog Bob Löwenberg medeoprichter van IntroGene dat later fuseerde met UBiSys van de Utrechtse immunologen Ton Logtenberg en Hans Clevers tot Crucell. Dit bedrijf was jarenlang het boegbeeld van de Nederlandse biotechindustrie. 
In 2010 startte hij Cinderella Therapeutics, een stichting die tot doel had om weesgeneesmiddelen tegen kostprijs te produceren en ter beschikking te stellen.
Dick van Bekkum overleed op 89-jarige leeftijd aan een hersenbloeding.

## Onderscheidingen
In 1986 ontving hij de FederaPrijs vanwege zijn onderzoek, dat werd samengevat met 'Research: the long road of mouse to man'. De Wolfert van Borselenpenning werd hem in 1990 toegekend door de gemeente Rotterdam. In 2009 ontving hij de Van Walree Prijs voor wetenschapsbeoefenaren, samen met Arend Jan Dunning. 

### Cahiers "Bio-Wetenschappen en Maatschappij"
- AIDS, 1984, ISBN 9070157373 (voorwoord)
- Nieuwe hormonen, cellen en cytokines, 1991, ISBN 9073196051
- HIV-infectie in onderzoek en kliniek, 1995, ISBN 9073196205
- Stamcellen, 2002, ISBN 9073196302
- Kanker, 2007, ISBN 978-90-73196-42-1